# Ruta chalepensis
Ruta chalepensis — вид квіткових рослин родини Рутові (Rutaceae), поширений у Середземномор'ї.

## Опис
Це багаторічна трав'яна рослина заввишки до 80 сантиметрів. Листки складні, кожен розділений на кілька сегментів, які поділяються на менші листочки. Суцвіття — це скупчення квітів, кожне з яких складається з чотирьох або п'яти яскраво-жовтих пелюсток, з прикрашеними бахромою полями. Плоди — коробочки, які поділяються на гострі частки.
У традиційній медицині рослина використовується як рослинний засіб для ряду недуг, таких як гарячка та запалення.

## Поширення
Рослина має природне середземноморське поширення (Африка [Кабо Верде, Острови Мадейра, Канарські острови, Алжир, Лівія, Марокко, Туніс], Азія [Кіпр, Ізраїль, Ліван, Сирія, Туреччина], Європа [Албанія, колишня Югославія, Греція (у т.ч. Крит), Італія (у т.ч. Сардинія, Сицилія), Франція (у т.ч. Корсика), Португалія, Іспанія (в т.ч. Балеарські острови)]); натуралізована у Ємені, Ефіопії, Сомалі; культивується в Анголі й деяких країнах Південної та Центральної Америки.

## Галерея

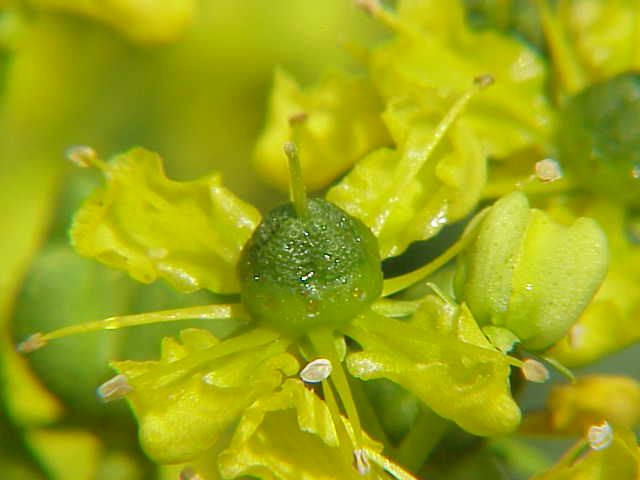
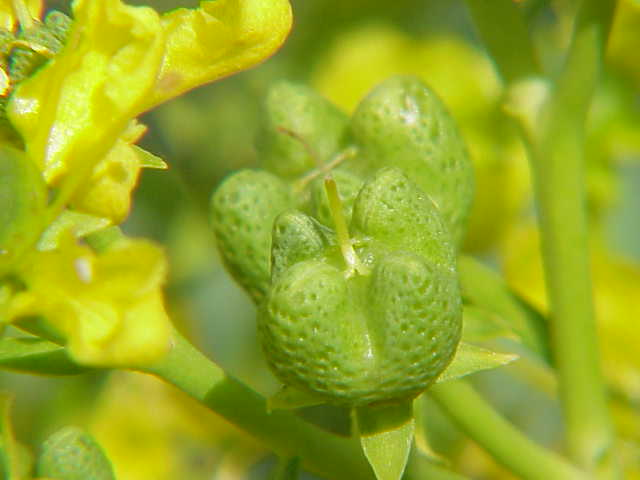
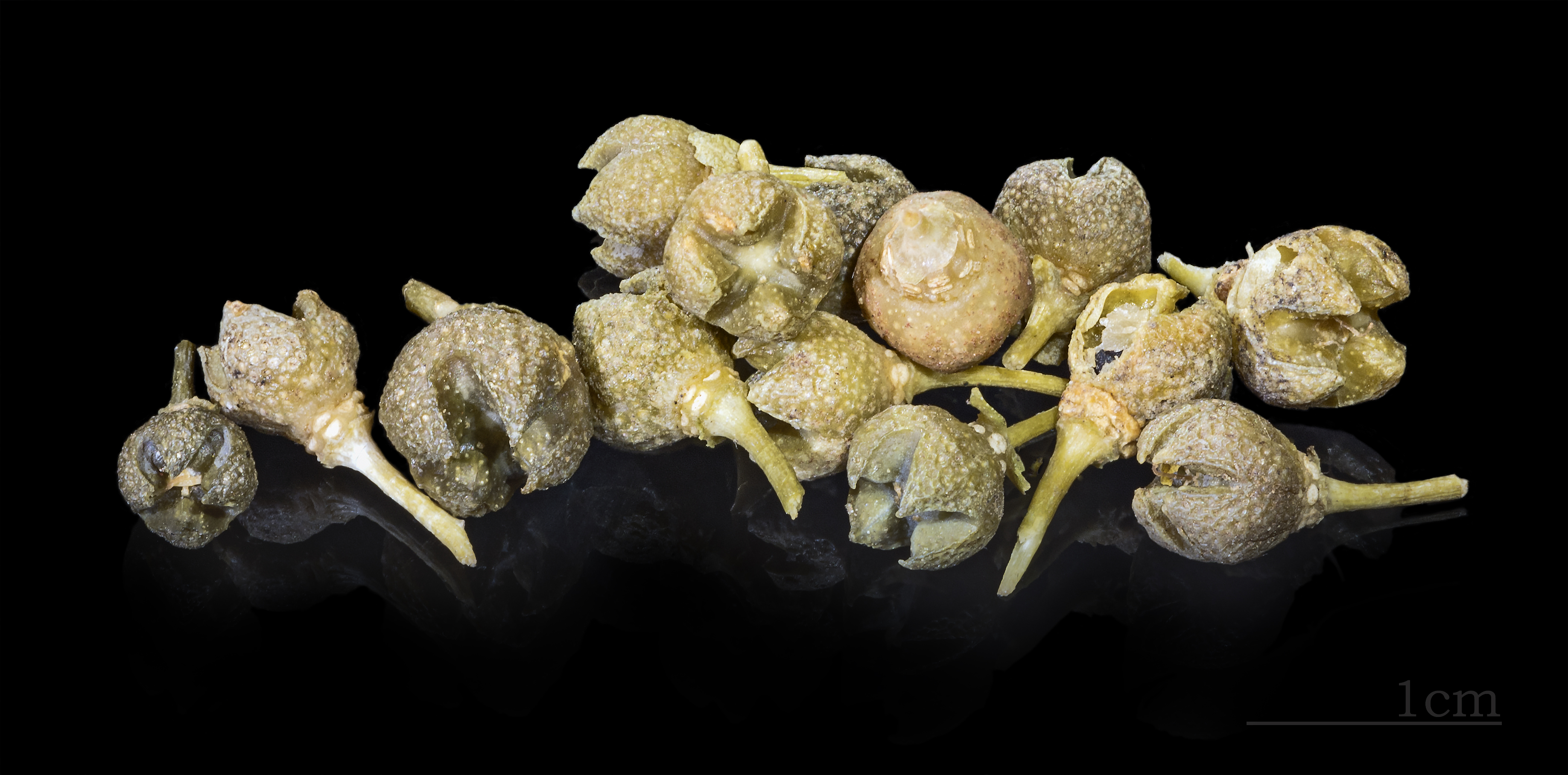
сухі плоди
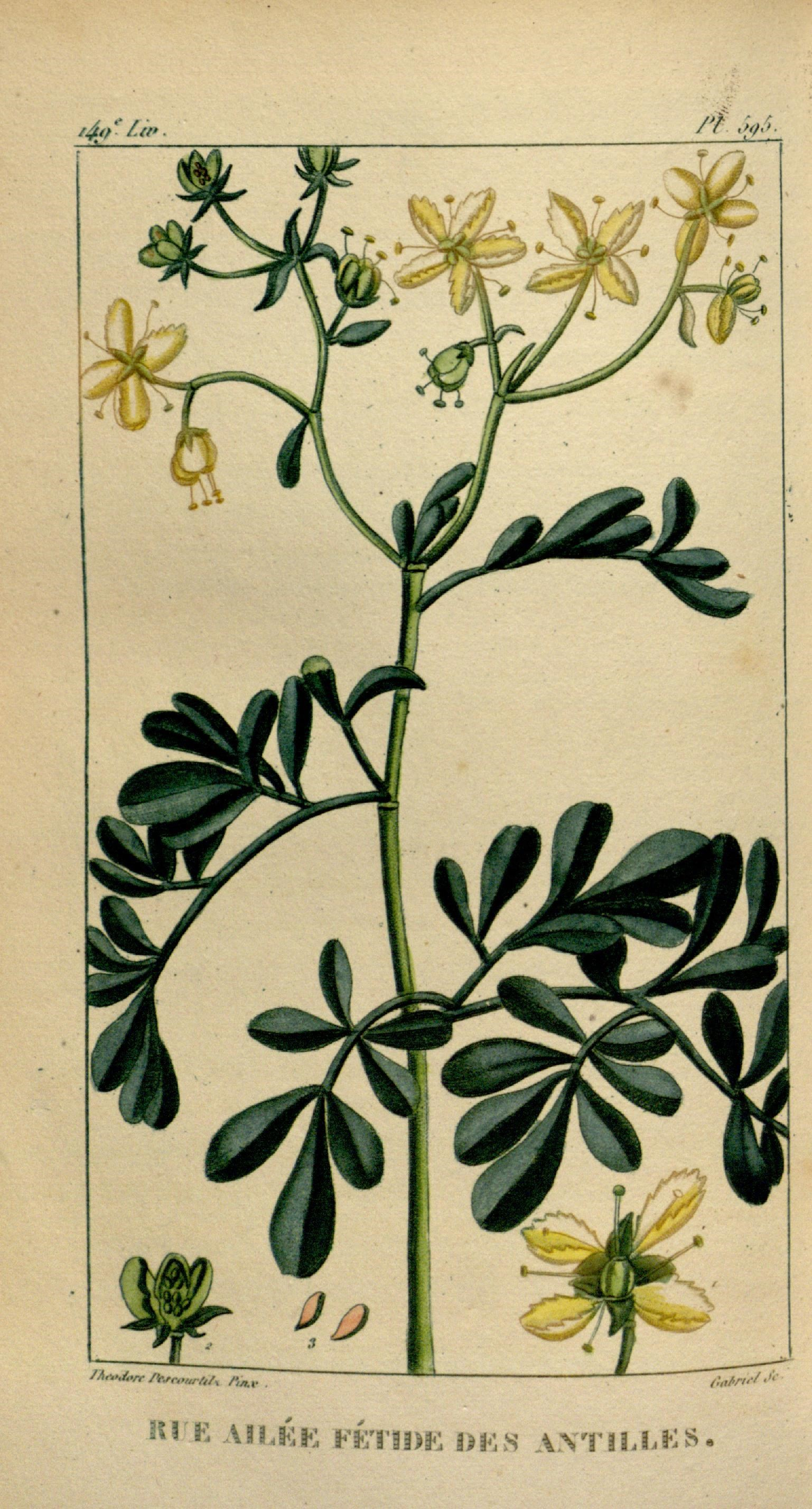
ілюстрація